# Диброва (Краматорский район)
Дибро́ва (укр. Діброва) — село на Украине, находится в Краматорском районе Донецкой области Украины. В ходе контрнаступления ВСУ в сентябре 2022 село было освобождено от российской оккупации.
Код КОАТУУ — 1423082002. Население по переписи 2001 года составляет 329 человек. Телефонный код — 6261.

## Адрес местного совета
84400, Донецкая область, г. Лиман, ул. Независимости, 46.